# Ле Прево, Огюст
Огюст Ле Прево, Лепрево (фр. Auguste Le Prévost; 3 июня 1787, Берне (Северная Франция) — 14 июля 1859, Ла Вопальер, Нормандия) — французский геолог, филолог, археолог и историк.

## Биография
Огюст Ле Прево изучал классическую историю и право, при этом увлекался археологией, что привело его к изучению, помимо латинского и греческого, английского, итальянского, немецкого, шведского языков, иврита и санскрита. Его энциклопедические знания и строгий критический метод, который он применял в своих исследованиях, сделали его новатором научной методологии.
Огюст Ле Прево стоял у истоков исследований романской и готической архитектуры в Нормандии. Вместе со своим другом, Арсиссом де Комоном, и Шарлем де Жервилем в 1823 году он стал соучредителем «Общества антикваров Нормандии» (Société des Antiquaires de Normandie), которое называли «настоящей школой архитектурных специалистов».
В 1813 году он стал членом «Руанской академии наук, художественной литературы и искусств» (Académie des sciences, belles-lettres et arts de Rouen), возглавлял многие научные общества. В 1837 году он стал акционером «Общества друзей искусства в Руане» (La société des amis de l’art de Rouen). В следующем году он был принят в Академию надписей и изящной словесности. 30 мая 1851 года избран в Академию наук, изящной литературы и искусств Савойи.

## Научная и политическая деятельность
Увлечённый историей Нормандии, он издал пятитомный труд норманнского летописца Ордерика Виталия. В 1830 году он опубликовал две серии подробных заметок «сокровище Бертувиля» (le trésor de Berthouville) о важном открытии галло-римской работы ювелира в Бертувиле. Он также издал «Рассуждения о романтической поэзии» (1825). Способствовал проведению реставрационных работ здания парламента Руана и консервации римского театра в Лиллебонне.
В 1831 году Ле Прево начал политическую карьеру, был избран генеральным советником Берне, затем, с 1834 года был его заместителем. После 1848 года он принял новый республиканский режим и снова посвятил себя научным исследованиям и литературным публикациям, за которые получил лестное прозвание «Норманнский Павсаний». В старости он потерял зрение и умер в 1859 году в замке Парке в Вопальере (château du Parquet à la Vaupalière)
Деятельность Ле Прево упоминал Виктор Гюго в романе «Девяносто третий год» (Quatrevingt-treize, 1874) в связи с реставрацией склепа, расположенного под воображаемой башней Ла-Турга: «Этот склеп, заполненный на три четверти, был очищен в 1855 году благодаря заботе г-на Огюста Ле Прево, антиквара Берне».
Исторические и археологические труды Ле Прево, оставшиеся при его жизни неопубликованными, были изданы в нескольких томах между 1866 и 1869 годами Луи Пасси и Леопольдом Делилем. Они использовались несколькими поколениями исследователей и до сих пор остаются авторитетными. Одна из улиц в Берне носит имя Огюста Ле Прево.

## Избранные труды
- Очерк исторических романсов средневековья (Essai sur les romances historiques du Moyen Âge), 1814
- Размышления о древностях департаментов Эр и Сена-Инферьер и, в частности, об останках Аньес Сорель (Réflexions sur les antiquités des départements de l’Eure et de la Seine-Inférieure, et notamment sur les restes d’Agnès Sorel), 1815
- О романтической поэзии, Пьер Перио (Sur la poésie romantique, Pierre Périaux), 1825
- От классики к романтике: сборник лекций за и против, читаемых в Королевской академии наук, изящной литературы и искусств в Руане, в течение года (Du classique et du romantique: recueil de disçours pour et contre, lus à l’Académie royale des sciences, belles-lettres et arts de Rouen), 1826
- Филологические и грамматические наблюдения о Романе де Ру: и о некоторых правилах языка исследователей в двенадцатом веке (Observations philologiques et grammaticales sur le Roman de Rou : et sur quelques règles de la langue des trouvères au douzième siècle), 1829
- Заметка о римских древностях Серкиньи (Note sur les antiquités romaines de Serquigny), 1830
- Историко-археологическая справка о департаменте Эвр (Notice historique et archéologique sur le département de l’Eure), 1832
- Ордерик Виталий. Церковная история, 5 томов (Édition de: Orderic Vital, Historiae ecclesiasticae (…), 5 vol.), 1838—1855
- Старинные территориальные подразделения Нормандии (Anciennes divisions territoriales de la Normandie), 1837
- Словарь старых топонимов в департаменте Эвр (Dictionnaire des anciens noms de lieux du département de l’Eure), 1839
- Галло-римская и средневековая архитектура (Architecture gallo-romaine et architecture du moyen age), 1857
- Завоевание Англии, из стихотворения Уэйса о романе де Ру (The Conquest of England, from Wace’s poem of the Roman de Rou), 1860
- Словарь нормандского языка…(Dictionnaire du patois normand en usage), 1879—1882